# Contadores digitais
Contadores digitais são dispositivos úteis e versáteis que são considerados como sendo um grupo de flip-flops. O número de flip-flops utilizados e a forma em que estão conectados vai determinar o módulo e a sequência específica de módulos que o contador vai percorrer. São divididos quanto ao sincronismo, podendo ser síncronos e assíncronos.
Tais contadores são aplicados em várias situações, algumas delas sendo comuns em nosso dia-a-dia.

## Relógio digital
Uma das aplicações comuns é o sistema de contagem de tempo empregado nos relógios digitais. Um relógio digital mostra horas, minutos e segundos. Primeiramente, uma tensão senoidal de 60 Hz (60 pulsos por segundo) é convertida em forma de onda e dividida para forma de pulsos de 1 Hz (1 pulso por segundo).
Para segundos e minutos é empregado um contador de 0 a 59 e para horas, de 0 a 12. Para cada pulso de 1 Hz o display apresenta sua contagem. O contador de segundos gera um clock para o contador de minutos, que gera um clock para o contador de horas. O contador de segundos e minutos contam de 0 a 59 e, em seguida, se reciclam para 0. São utilizados contadores de décadas síncronos.
Um contador de década é utilizado no contador de horas (0 a 9) e um flip-flop (0 ou 1). O contador de década vai por cada estado (0 a 9) e no pulso do clock, volta para 0, com o flip-flop  sendo setado (para 1 ou para 0). Quando o apresenta os valores 12 e 9, elas estão em um nível alto, quando ocorre o pulso do clock que se o flip-flop for 0 vai para 1 e o contador de décadas para 0 (9 para 10 horas) ou quando o flip-flop for 1, vai para 0 e o contador de décadas para 0 (12 para 1 hora).

## Controle de estacionamento de veículos
Nesse exemplo, será utilizado um contador crescente/decrescente no controle de um estacionamento que vamos supor ter 100 vagas para veículos. A cancela ficará aberta enquanto houver vagas disponíveis, e a cada entrada de veículo, um pulso será emitido e aumentará o contador em uma unidade. Quando esse número chegar a 100, a cancela se fechará e só será permitida a saída de veículos. Quando da saída de um veículo, a cancela se abrirá novamente para outros veículos entrarem.
Quando o estacionamento estiver vazio, o contador se encontra em 0. A cada entrada de veículo, é emitido um pulso elétrico positivo que seta o latch e o contador entra em modo crescente, fazendo com que o pulso acione o clock do contador para nível alto e aumente uma unidade no contador. Quando 100 carros encontrarem-se no estacionamento, o contador vai para o último módulo. Dessa forma, é ativado o sinal “cheio” e a cancela é fechada para impedir a entrada de mais veículos. Quando um veículo sai, é emitido um pulso positivo e o contador entra em modo decrescente, sendo decrescida uma unidade no contador, permitindo a entrada de outros veículos.

## Contadores e divisores
A divisão natural de circuitos que usam flip-flops são feitas por valores que sejam em portência de 2 (2°, 2¹, 2², etc), a divisão de uma frequência é considerada o fator mais importante para a implementação de um projeto digital.
Outra forma de ser feito é utilizando as portas lógicas, alterando o comportamento da sistema e podendo obter a divisão por qualquer número desde que esse seja inteiro desde que esse seja menor que o valor da divisão do módulo ou contador. Para isso temos quatro maneiras:
Módulo:
O módulo é um valor x que um contador pode contar.
Como exemplo pegados um contador de módulo igual a 8, este pode contar até 8 ou então dividir uma frequência por número que vão até ele.
Pode ocorrer de um contador ter um módulo fixo, ou seja ele só pode dividir por este valor.
Peso:
Peso é o nome dado a saída de cada flip-flops na determinação do resultado da contagem.
Como exemplo, um circuito que tenha uma saída com peso 1 ele só pode variar entre 01, já uma saída que tenha peso 8 ele varia entre 0 ou 8.
Decodificação:
Decodificação é o termo utilizado para caracterizar alguns contadores que tenham saídas diferentes de valores binários.
Cascateável: 
Utiliza-se o sistema cascateável quando apenas um circuito integrado não alcança a contagem de valores em um único circuito.
O módulo final dos contadores ligados em cascata é o produto dos módulos dos contadores associados.